# Łopuszna (Białoruś)
Łopuszna (biał. Лапушна, ros. Лопушно) – wieś na Białorusi, w rejonie zdzięcielskim obwodu grodzieńskiego, około 21 km na wschód od Zdzięcioła.

## Historia
W pierwszej połowie XIX wieku Łopuszna należała do dóbr będących własnością rodziny Pileckich. W połowie XIX wieku Teofila Pilecka wyszła za Zenona Narkiewicza-Jodko, a po jego śmierci – za jego brata Tomasza, wnosząc majątek w posagu do rodziny mężów. Odziedziczył go jeden z synów Tomasza i Teofili, Roman. W związku z przedwczesną śmiercią jedynej córki Romana, Teresy (zmarłej w wieku 15 lat w 1898 roku), na mocy testamentu Romana, w 1920 roku Łopuszna przeszła na własność jego siostrzeńca, Zdzisława Poklewskiego-Koziełła (1885–1939), który był ostatnim właścicielem majątku.
Po III rozbiorze Polski w 1795 roku Łopuszna, wcześniej należąca do województwa nowogródzkiego Rzeczypospolitej, znalazła się na terenie powiatu nowogródzkiego (ujezdu) guberni słonimskiej, później litewskiej, grodzieńskiej i mińskiej Imperium Rosyjskiego. Po ustabilizowaniu się granicy polsko-radzieckiej w 1921 roku Łopuszna wróciła do Polski, znalazła się w gminie Kuszelewo w powiecie nowogródzkim województwa nowogródzkiego, od 1945 roku – w ZSRR, od 1991 roku – na terenie Republiki Białorusi.
W 2009 roku wieś liczyła 189 mieszkańców.

## Dawny dwór

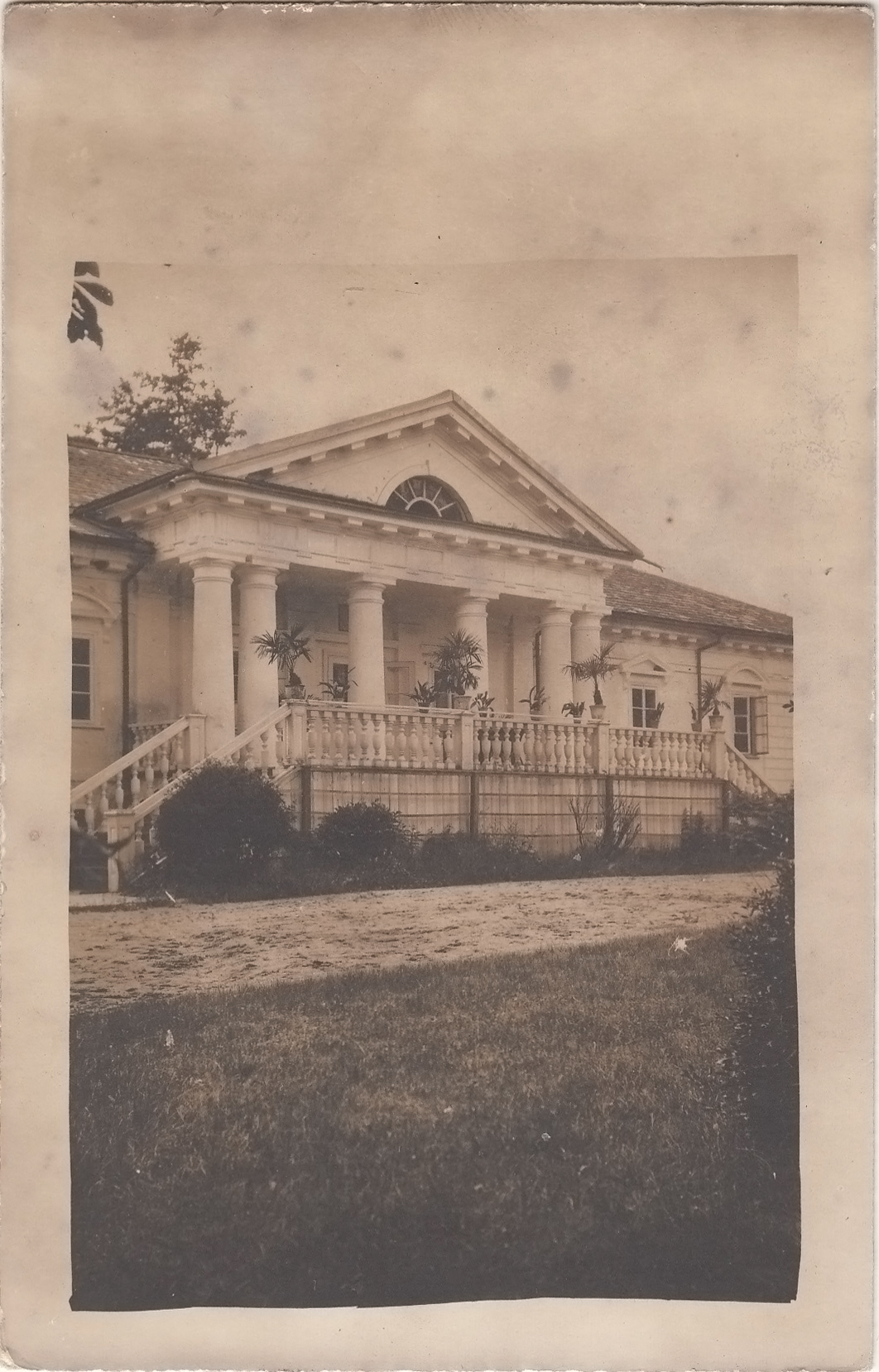
Dwór w okresie I wojny światowej

Pileccy zbudowali na początku XIX wieku reprezentacyjny dwór. Trójkątny szczyt frontowego, centralnego portyku, z półokrągłym oknem, był podtrzymywany przez sześć doryckich kolumn. Portyk był otoczony przez taras z tralkową balustradą i schodkami po bokach. Od strony ogrodu do domu przylegała weranda o czterech doryckich kolumnach podpierających jednospadowy daszek. Weranda była również otoczona tarasem z balustradą. 
W domu było około 20 pokoi, w amfiladzie, z dużym salonem i jadalnią pośrodku. 
Dom był otoczony rozległym parkiem o powierzchni kilkudziesięciu morgów.
Dwór w Łopusznej nie przetrwał II wojny światowej. Pozostały resztki fundamentów zabudowań oraz wybudowana w 1908 roku na wzgórku kaplica grobowa Jodko-Narkiewiczów. Kaplica ma czterokolumnowy portyk szerokości budynku.
Majątek w Łopusznej został opisany w 2. tomie Dziejów rezydencji na dawnych kresach Rzeczypospolitej Romana Aftanazego.